# Edmund Wroński

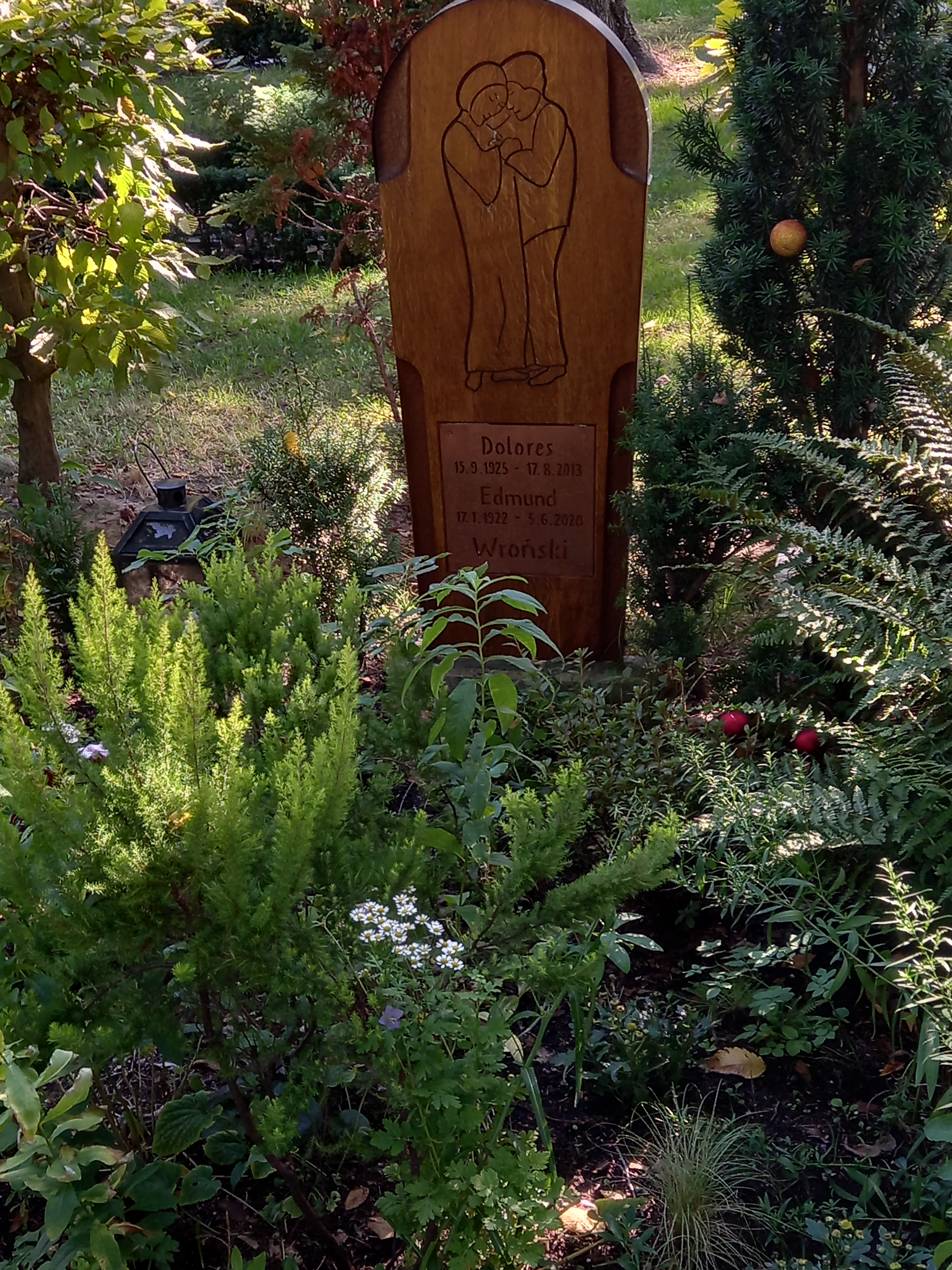
Das Grab von Edmund Wroński und seiner Ehefrau Dolores auf dem katholischen Domfriedhof St. Hedwig III in Berlin

Edmund Wroński (* 17. Januar 1922 in Berlin; † 5. Juni 2020) war ein deutscher CDU-Politiker.

## Werdegang
Seine Ausbildung zum technischen Zeichner begann 1943. Nach Beendigung des Krieges begann er sein Studium der Elektrotechnik. Nach dem Abschluss des Studiums arbeitete er bei Siemens & Halske als Entwicklungsingenieur. Seine politische Tätigkeit begann 1946, nach seiner Kriegsgefangenschaft. Für den Kreisverband Reinickendorf kandidierte er 1958 zwar erfolglos für das Abgeordnetenhaus von Berlin, rückte aber bereits 1959 nach. Bei den Wahlen zum Abgeordnetenhaus am 17. Februar 1963 wurde Wronski zunächst nicht wiedergewählt. Erst 1967 erlangte er erneut ein Mandat für das Abgeordnetenhaus, dem er bis 1991 angehören sollte.
Im Juni 1981 holte ihn der neue Regierende Bürgermeister Richard von Weizsäcker als Senator für Arbeit und Betriebe (landeseigene Unternehmen z. B. Berliner Verkehrsbetriebe, Wasserwerke, GASAG) in den Senat. In dieser Zeit setzte er sich erfolgreich für die Gründung des Museums für Verkehr und Technik, dem heutigen Deutschen Technikmuseum ein.
Auch nach Übergabe der Amtsgeschäfte an Eberhard Diepgen im Jahr 1984 blieb Wronski im Senat. Nach der Wahl im März 1985 wurde er Senator für Verkehr und Betriebe. Während seiner Tätigkeit wurden die Erweiterungsstrecken der U-Bahn nach Spandau und nach Wittenau sowie die Wiederinbetriebnahme der S-Bahn, letztere durch Verhandlungen mit der DDR, umgesetzt. Auch die Privatisierung der staatseigenen Unternehmen, eine Forderung der FDP, war Teil seiner Senatorentätigkeit.
Bei der Wahl am 29. Januar 1989 wurde der von CDU und FDP gebildete Senat abgewählt und durch den ersten rot-grünen Senat unter der Führung Walter Mompers abgelöst, wodurch auch Wronski aus dem Amt schied. Bei der Wahl am 2. Dezember 1990 verzichtete er auf eine erneute Kandidatur für das Abgeordnetenhaus.
Während seiner fast fünfzigjährigen politischen Tätigkeit hatte Wronski zahlreiche Funktionen in der CDU Reinickendorf inne. Er war u. a. Vorsitzender der CDU Frohnau und im Kreisvorstand.
1993 wurde Wronski in den Kreis der Stadtältesten aufgenommen. Er war Träger des Bundesverdienstkreuzes.
Wronski wohnte bis zu seinem Tod im Reinickendorfer Ortsteil Hermsdorf.